# Waldemar Sorychta
Waldemar Sorychta est un producteur de musique, ingénieur du son et guitariste germano-polonais né en 1967.

## Biographie
La famille Sorychta émigre de la Pologne vers l'Allemagne de l'Ouest alors que Waldemar est adolescent. Elle s'installe à Dortmund en 1982. Il forme le groupe de Thrash technique Despair en 1986. Il en est le principal compositeur en plus de s'occuper de la production. Son collègue guitariste Marek Greschek est lui aussi polonais. Le premier album, History of Hate, sort sur Century Media Records en 1988. Ce label vient alors d'être fondé par Robert Kampf, le chanteur de Despair. Kampf quitte d'ailleurs le groupe en 1989 pour se consacrer à son label et est remplacé par Andreas Henschel. C'est le seul changement de personnel de Despair avec le remplacement du batteur Thomas "Donald" König par le jeune Markus Freiwald en 1987. Le groupe sort deux autres albums et un EP sur Century Media avant de se dissoudre en 1993.
Soryhchta commence à produire d'autres groupes de Century Media alors que Despair est encore actif. Sa première production externe à Despair est l'album Where No Life Dwells d'Unleashed en 1991. Il produit par la suite de The Dying Race de Crows, The Astral Sleep Tiamat, Blood Ritual de Samael, ou encore le EP Crush the Cenotaph d'Asphyx. Il devient un producteur prolifique après la fin de Despair. Il travaille entre autres avec Lacuna Coil, Moonspell et The Gathering. Avec les années, son travail de producteur n'est plus exclusif à Century Media. Il produit In War and Pieces et Epitome of Torture de Sodom, parus sur Steamhammer,ou encore Fire & Damnation et The Raging Tides d'Exumer, parus sur Metal Blade. Sa deuxième collaboration avec Sodom est aussi pour lui l'occasion de travailler à nouveau avec Markus Freiwald qui a succédé Bobby Schottkowski en 2010. Bobby et Bernemann sont eux aussi des vétérans de la scène de Dortmund en tant qu'anciens membres de Crows.
Waldemar Sorychta continuer à jouer dans des groupes parallèlement à ses activités de producteur. Il fonde Grip Inc. avec l'iconique batteur cubano-américain Dave Lombardo et le chanteur anglais Gus Chambers en 1993. Bobby Gustafson, l'ancien guitariste d'Overkill, est aussi présent au tout début du projet. Sorychta et joue avec Lombardo en 1994 sur le premier album de Voodoocult, supergroupe monté par un musicien nommé par Phillip Boa, leader de Phillip Boa & The Voodooclub. Waldemar s'occupe aussi de la production de cet album. Les deux compères ne participent pas au second album du projet. La batterie y est assurée par Markus Freiwald. Grip Inc. sort quatre albums sur Steamhammer entre 1995 et 2004. Le poste de bassiste connait quelques changements. Il est entre autres occupé par le canadien Stuart Carruthers et par Jason Viebrooks d'Heathen. Sorychta décide d'enregistrer lui-même la basse sur le dernier album, Incorporated, après que les douanes lui ait refusé l'entrée aux États-Unis en 2003. Grip Inc. se sépare en 2006. Gus Chambers meurt accidentellement en 2008 à la suite d'un mauvais mélange d'alcool et de médicaments. En 2015, Dave Lombardo fait paraître le EP digital Hostage to Heaven en mémoire de Chambers. La chanson Hostage to Heaven est reprise l'année suivante par Exumer sur The Raging Tides. Sorychta y joue de la guitare, tandis que la batterie est jouée par Freiwald.
Sorychta fonde dans les années 2000 les groupes Eyes of Eden et Enemy of the Sun. Il réactive Despair en 2017 avec Freiwald. Marc Grewe, l'ancien chanteur de Morgoth, remplace Andreas Henschel tandis que le bassiste Marius Ickert reprend le poste de Klaus Pachura. Le guitariste Marek Greschek, qui s'est suicidé en 2013, n'est pas remplacé.